# John Mackintosh Square
John Mackintosh Square (lokalt ofte blot kaldet Piazzaen) er det centrale torv i den britiske oversøiske territorium Gibraltar. Det har været centrum for bylivet siden det 14. århundrede og er opkaldt efter John Mackintosh, en lokal filantrop. Gibraltars parlamentsbygning og rådhus ligger ud til torvet. 

## Historie
Under det spanske overherredømme var torvet kendt som Plaza Mayor (Hovedtorvet) eller Gran Plaza, og senere blev det kendt som Alameda (spansk for "avenue med popler"). Hovedadgangen til torvet var fra Calle Real, nu Main Street. To bygninger lå mellem torvet og bolværket mod havet i den spanske periode: Mod vest en stor rektangulær bygning og syd herfor hospitalet og kapellet for La Santa Misericordia ("Den store nåde").
I den første periode efter den britiske erobring i begyndelsen af det 18. århundrede blev torvet især brugt til eksercits for den nærtliggende kaserne, og den blev derfor kendt under navnet Parade eller Grand Parade. I 1704 efter den hollandsk-engelske erobring af Gibraltar lavede briterne hospitalet og kapellet for La Santa Misericordia om til gældsfængsel. I 1753 ser man på et oversigtskort et fængsel i den vestre ende af torvet. Efter den store belejring blev der opført et søjleprydet georgiansk vagthus på sydsiden af torvet. Det var Hovedvagten, hvorfra alle skildvagter i Gibraltar blev udsendt hver aften. Nogle år senere husede bygningen områdets brandværn. Efter værnets flytning til den nye brandstation  i Victoria Battery i 1938 flyttede Rates Office ind, og i nutiden huser det gamle vagthus Gibraltar kulturarvsstyrelse.
Torvet har også været skueplads for militære afstraffelser i form af pisk.
Torvets udseende ændrede sig markant i løbet af 1810'erne, hvor de to bygninger, der nu dominerer pladsen, blev opført. I 1817 skaffede lokale handlende midler via private donationer til at opføre en bygning til at huse Børs- og Handelsbiblioteket (Exchange and Commerce Library). I 1807 havde de handlende grundlagt biblioteket i Bedlam Court, efter at de var blevet nægtet medlemskab til det næsten nyåbnede Kasernebibliotek, idet dette kun tillod medlemmer af den britiske garnison i byen (Kasernebiblioteket fungerede ikke blot som bibliotek, men også som klub, ejet og drevet af officerer; her var civile forment adgang, uanset hvor velanskrevne de ellers måtte være). Ti år senere i 1817 lod de i stedet opføre en bygning på østsiden af torvet og afskar derved torvet fra Main Street. Bygningen husede ikke blot et bibliotek, men også et auktionslokale, og det blev derved et naturligt mødested for byens handlende. I 1951 blev bygningen renoveret og kom til at huse det lovgivende råd, som i 1969 blev til House of Assembly; fra 2006 har den været anvendt til hjemsted for Gibraltars parlament.
Omtrent på samme tid, i 1819, lod Aaron Cardozo, en velstående købmand af jødisk-portugisisk afstamning, opføre det mest storslåede private palæ, der hidtil var set i Gibraltar, på den modsatte side af torvet. Det blev opført på det sted, hvor der tidligere havde været hospital og kapel og senere gældsfængsel. Da Cardozo ikke var protestant, måtte han formelt set ikke besidde ejendom i Gibraltar. Imidlertid havde han været en nær ven af Horatio Nelson og havde bidraget til dennes flåde, og til tak havde han fået overdraget en grund på Alamedaen på den betingelse, at han på stedet skulle gøre noget, der forskønnede torvet. Opførelsesprisen for palæet var £40.000. Efter hans død i 1834 blev palæet udlejet som hotel under navnet Club House Hotel. I 1874 blev det købt af Pablo Antonio Larios, en velhavende forretningsmand og bankier, gibraltarskfødt og af spansk afstamning; han renoverede og ombyggede fuldstændig bygningen. I 1922 solgte hans søn, Pablo Larias, bygningen til Gibraltars kolonimyndighed, som havde til hensigt at bruge den til postkontor. Dette blev dog ikke til noget; i stedet blev bygningen hjemsted for det nyoprettede Gibraltars rådhus og huser nu borgmesterens repræsentationslokaler. Bygningen har senere undergået en række ændringer (herunder tilføjelsen af en ekstra etage og udvidelse mod nord), der har brudt den oprindelige symmetri af bygningen.
I midten af det 19. århundrede blev torvets navn ændret til Handelsetorvet (Commercial Square), da det nu var centrum for daglig torvehandel og offentlige auktioner. Som følge af dette blev også det spanske Plazuela del Martillo eller blot El Martillo ("martillo" betyder "auktionshammer") almindeligt brugt om torvet. Et andet populært navn for torvet på den tid var Jødemarkedet (Jews Market). Disse forskellige uofficielle navne gik efterhånden ud af brug til fordel for Piazza, et italiensk navn, der blev skabt efter brolægningen af det indre af torvet og sandsynligvis introduceret af de genoesiske indvandrere i Gibraltar. Det nuværende navn, John Mackintosh Square, blev officielt indført i 1940.

### Springvand
I 1571 blev der anlagt en akvædukt for at lede drikkevand fra Red Sands til byens sydlige del. Der blev samtidig opført et springvand på torvets nordvestlige hjørne med vand fra denne ledning; de trin, der nu er nord for rådhuset, kaldes Fountain Ramp eller Callejón de la Fuente efter dette springvand. Akvædukten blev ikke brugt særlig mange år, og uden vand herfra tørrede springvandet ud, men det blev renoveret i 1694. Det blev flyttet til herfra til Castle Street i 1887, hvor det forblev til 1960'erne. Senere blev det genetableret omkring 20 m nordvest for sin oprindelige placering, og der blev udhugget fire løvehovedformede åbninger forneden på springvandet repræsenterende krig, pest, død og fred.
I 1869 blev der opført et nyt springvand på John Mackintosh Square. Det blev til på foranledning af en Sanitetskommission for at sikre forsyning af frisk drikkevand, der kom fra den tange, der forbinder Gibraltar-klippen med det spanske fastland. Springvandet blev indviet 8. december dette år af lady Airey, hustru til guvernør Richard Airey. Imidlertid tørrede "Airey-springvandet" snart ud og blev i stedet i 1879 erstattet af et mere monumentalt springvand, der blev opført til minde om prins Arthur af Connaught og Strathearn, dronning Victorias tredjeældste søn, der boede i Gibraltar en periode. Springvandet blev taget ned under anden verdenskrig.

### Beskyttelse mod luftangreb
I 1939 blev der foretaget udgravninger til beskyttelsesrum mod luftbombardementer under John Mackintosh Square. I den forbindelse fandt man ingen spor af tidligere bygninger, hvilket sandsynliggjorde, at torvet havde været en åben plads gennem hele sin over 600 årige historie. I dag anvendes nogle beskyttelsesrummene til offentlige toiletter.

## Begivenheder på torvet

### Evakuering af civilbefolkningen under anden verdenskrig
Efter udbruddet af anden verdenskrig blev der taget en beslutning om at masseevakuere Gibraltars civilbefolkning for at styrke områdets position som befæstning med en optrapning af det kontingent af den militær- og marinestab, der var var placeret her. Dette betød, at kun de civilister, der havde vigtige funktioner, fik lov til at blive.
I begyndelsen af juni 1940 blev omkring 13.500 mennesker evakueret til Casablanca i Fransk Marokko. Imidlertid forlangte den franske, pro-tyske Vichy-regering efter den franske kapitulation og den britiske flådes ødelæggelse af den franske flåde ved Mers-el-Kébir alle gibraltarere udvist. Der opstod en mulighed for at få dem væk, da en flåde på femten britiske handelsskibe under ledelse af kaptajn Crichton ankom til Casablanca med franske soldater, der var blevet reddet fra slaget ved Dunkerque. Skønt Crichton ikke kunne gøre sine skibe rene og få forsyninger om bord, indvilligede han – mod det britiske admiralitets forbud mod at medtage evakuerede – at tage gibraltarerne om bord. De blev nu transporteret tilbage til Gibraltar, men her ville guvernør Clive Liddel ikke lade dem komme i land, idet han frygtede, at hvis de først kom tilbage til klippen, ville det være nærmest umuligt at få dem evakueret én gang til. Da nyheden om ikke at lade de evakuerede komme i land nåede de tilbageværende beboere, samlede de sig på John Mackintosh Square, hvor der blev holdt taler, hvorpå to medlemmer af byrådet sammen med den fungerende formand for Børs- og Handelsbiblioteket gik til Liddel for at bede ham om at lade de evakuerede komme i land. Efter at have konfereret med London indvilligede Liddel i at lade dem komme i land under betingelse af, at de kom med de næste skibe, der lagde til i Gibraltar. Den 13. juli var alle de involverede for anden gang evakueret.

### Anmodningen til FN
I september 1963 drog førsteminister Joshua Hassan og oppositionslederen Peter Isola til FN i New York for at bede Afkoloniseringskomiteen om at se på Gibraltars position. Gibraltars borgere fyldte John Mackintosh Square inden de to politikeres afrejse og igen ved deres tilbagekomst. Sidstnævnte fandt sted 24. september 1963, og begivenheden er fastholdt i maleriet The Triumphal Welcome malet af den lokale kunstner Ambrose Avellano.

### Gibraltars nationaldag
I 1992 blev torvet af daværende førsteminister Joe Bossano udpeget til fejring af Gibraltars første nationaldag. Nationaldagen afholdes årligt den 10. september til erindring om den første gibraltarske afstemning om suverænitet, der blev afholdt på denne dato i 1967. Spørgsmålet, som vælgerne dengang skulle tage stilling til, var, om Gibraltar skulle have spansk overhøjhed eller forblive under britisk styre med selvstyreinstitutioner, og resultatet blev en overvældende sejr for sidstnævnte løsning. 
Da man afholdt den første nationaldag, var deltagelsen så stor, at de tilstrømmende menneskemængder slet ikke kunne være på torvet. Derfor blev arrangementet året efter flyttet til den større Grand Casemates Square, som kom til at huse fejringen af nationaldagen, indtil de officielle festligheder fra 2008 igen blev henlagt til John Mackintosh Square. Den officielle del af dagens program omfatter borgmesterens uddeling af Gibraltars æresmedalje, oplæsningen af nationaldagserklæringen og en symbolsk opsendelse af 30.000 røde og hvide balloner fra toppen af parlamentsbygningen.

### Modtagelsen af Miss World 2009
Da Miss Gibraltar 2009, Kaiane Aldorino, skabte gibraltarsk historie 12. december 2009 ved at blive udnævnt til Miss World i Johannesburg, Sydafrika, som den første gibraltarer nogensinde, blev hendes sejr hyldet af førsteminister Peter Caruana som en "vidunderlig præstation for hende og for hele Gibraltar" og lovede hende en "hjemkomst værdig for en dronning". Derfor lovede regeringen, at hun ville blive fløjet fra London til Gibraltar i et privat jetfly, og udsendte desuden en pressemeddelelse, der i detaljerede vendinger beskrev de planlagte begivenheder i forbindelse med Aldorinos ankomst. Disse omfattede en officiel velkomst i Gibraltar Lufthavn, en parade ad Main Street, hvor Aldorino skulle køre i den samme åbne bil, som prinsesse Diana og prins Charles havde anvendt under deres bryllupsrejsebesøg i Gibraltar. Den 17. december gik hele Gibraltar i stå, da hun med Royal Gibraltar Regiments orkester foran kørte i parade ned ad Main Street og senere viste sig på balkonen på rådhuset, hvor hun blev hilst af en enorm menneskeskare på John Mackintosh Square. Efterfølgende blev der afholdt pressekonference og reception på Rock Hotel. Fejringen sluttede med fyrværkeri fra Gibraltars havn.